# کوزاورن (بیات)
کوزاورن (به ترکی استانبولی: Kuzören) یک منطقهٔ مسکونی در ترکیه است که در بیات (افیون قره‌حصار) واقع شده‌است.